# Kalix yttre skärgård
Kalix yttre skärgård este o arie protejată (arie specială de conservare — SAC, sit de importanță comunitară — SCI) din Suedia întinsă pe o suprafață de 9.296,4 ha, integral pe uscat.

## Localizare
Centrul sitului Kalix yttre skärgård este situat la coordonatele 65°41′01″N 23°23′35″E / 65.6837°N 23.3931°E.

## Înființare
Situl Kalix yttre skärgård a fost declarat sit de importanță comunitară în iunie 2001 pentru a proteja 1 specie de plante. Situl a fost protejat și ca arie specială de conservare în martie 2011.

## Biodiversitate
Situată în ecoregiunile boreală și marină baltică, aria protejată conține 7 habitate naturale: Vegetație perenă pe țărmurile stâncoase, Păduri naturale în etape succesive primare ale suprafețelor emergente de coastă, Pășuni de coastă din Baltica boreală, Taiga vestică, Insulițe și insule mici din Baltica boreală, Bancuri de nisip acoperite în permanență slab de apă marină, Recifuri.
La baza desemnării sitului se află o specie protejată de  plante: Primula nutans.